# Muzică vocal-simfonică
Muzică vocal-simfonică este cea destinată vocilor soliste și/sau corului, cu acompaniament orchestral. Are ca genuri principale cantata și oratoriul.